# Mario Barrantes
Mario Barrantes Quesada (Alajuela; 18 de julio de 1954) es un exfutbolista costarricense que jugó de centrocampista.

## Trayectoria
Debutó con la LD Alajuelense en la Primera División el 14 de mayo de 1972, en el empate a uno contra Saprissa. Su primer gol lo hizo el 16 de julio del mismo año, en la victoria de dos por cero ante Cartaginés, el tanto fue el segundo al portero Emilio Sagot.
De ahí pasó a la AD San Carlos y se retiró en CS Herediano. En total, jugó 327 partidos en la Primera División de su país y anotó 37 goles.

## Selección nacional
Fue nueve veces internacional con Costa Rica y marcó un gol, siendo en la eliminatoria para la Copa Mundial de Argentina 1978, ante Panamá.

### Participaciones en clasificatorias
| Clasif.              | Sede   | Resultado | Part. | Goles |
| -------------------- | ------ | --------- | ----- | ----- |
| Clasif. Mundial 1978 | Varias | Eliminado | 1     | 1     |
| Clasif. Mundial 1982 | Varias | Eliminado | 5     | 0     |

## Clubes
| Club             | País       | Año       |
| ---------------- | ---------- | --------- |
| L.D. Alajuelense | Costa Rica | 1972-1981 |
| A.D. San Carlos  | Costa Rica | 1981-1982 |
| C.S. Herediano   | Costa Rica | 1982-1985 |

## Palmarés

### Títulos nacionales
| Título           | Equipo      | País       | Año  |
| ---------------- | ----------- | ---------- | ---- |
| Torneo de Copa   | Alajuelense | Costa Rica | 1974 |
| Torneo de Copa   | Alajuelense | Costa Rica | 1977 |
| Primera División | Alajuelense | Costa Rica | 1980 |